# Carl Axel Bergh
Carl Axel Christian Bergh, född 11 januari 1846 i Vislanda socken, Kronobergs län, död 1 januari 1900 i Gävle, var en svensk läkare. 
Bergh blev student vid Lunds universitet 1863, filosofie kandidat 1869, filosofie doktor 1871 på avhandlingen Iakttagelser öfver djurlifvet i Kattegat och Skagerack: gjorda under kanonbåten "Ingegerds" expedition sommaren 1870, medicine kandidat 1874 och medicine licentiat vid Karolinska institutet i Stockholm 1877. Han blev underkirurg vid Serafimerlasarettet i Stockholm samma år, var förste stadsläkare i Kristinehamn 1878–1884, tillika lasarettsläkare där 1880–1884, t.f. lasarettsläkare i Gävle 1883–1884 och ordinarie från 1884. Han var verksam som medicinsk författare och blev medicine hedersdoktor i Uppsala 1893.
Bergh och hans fru Alfhild Uggla fick fem barn - Gunnar, Ragnar, Einar, litteraturhistorikern Gunhild och Karin.